# Тодор Чипев
Тодор Филипов Чипев, наричан от съвременниците си Те Фе Чипев, е български печатар, книжар и издател, основал и ръководил една от най-големите издателски и книжарски фирми в България.

## Биография
Роден е на 5 юли 1867 г. в Копривщица, в бедно семейство. Учи в родния си град, но от малък остава сирак и е принуден да работи в Пирдоп. Доброволец е в Сръбско-българската война от 1885 г. Учи печатарство в печатницата на Христо Г. Данов в Пловдив, където е словослагател. По-късно работи в печатница „Единство“. От 1889 г. разпространява първите преводи на български език на „Скитникът евреин“ от Йожен Сю и „Война и мир“ от Лев Толстой. През 1890 г. се установява в София, където работи като печатар и продава книги и вестници. От 1930 г. издава и първото българско библиографско списание „Българска книга“.
Умира на 10 декември 1944 година. Погребан е в парцел 3 на Централните софийски гробища.
Негов син е книгоиздателят Филип Чипев.

## Издателство Т. Ф. Чипев
През 1891 г. основава едно от най-големите български издателства в България – „Т. Ф. Чипев“. Първата книга, която издава е „Физиология на любовта“ от П. Монтегаца. Отпечатва „Повести и разкази“, „Под игото“, „Нова земя“ и други на Иван Вазов, общо 18 негови книги, а също така и на Николай Лилиев, Димчо Дебелянов, Артур Рембо, Шарл Бодлер, Едгар Алан По. В 1896 г. открива нова голяма книжарница, която разширява през 1910 г. с два нови отдела – за художествена литература и учебници. Създава и антикварен отдел, в който се продават български старопечатни книги и чужди издания. След Първата световна война основава издателство „Тодор Чипев“, в което работи заедно с дванадесетте си синове. Участва на световното изложение в Париж, общославянската изложба за детска литература в Любляна, изложбата на славянската книга в Белград. Издава над 500 книги и отпечатва множество картички с български носии, изгледи от България, ликовете на български революционери и други. В книжарницата му, на бул. „Дондукoв“ се продават книги на английски, немски, руски и чешки език. Сградата на издателството е разрушена при американските бомбардировки над София на 30 март 1944 г.

## Памет
На Тодор Чипев е наречена улица в квартал „Витоша“ в София (Карта).